# Piancavallo
Piancavallo (Plancjavàl in friulano standard e in friulano occidentale) è una frazione del comune di Aviano, nell'ex provincia di Pordenone.

## Geografia fisica
Sorge a 1.280 m s.l.m., in una conca del versante orientale del Monte Cavallo (alto 2.251 m), vicino alla foresta del Cansiglio ad ovest.

## Storia
Sorta alla fine degli anni sessanta, è stata la prima stazione sciistica italiana a dotarsi di un sistema di innevamento artificiale. Ospitò dal 1979 agli inizi degli anni novanta varie gare femminili di Coppa del Mondo di sci alpino. Dal 1970 vi si è svolto per molti anni il Rally Piancavallo, di valenza europea; ora si svolge annualmente un rally di livello nazionale.
Ha ospitato l'arrivo della quattordicesima tappa Giro d'Italia del 1998, in cui si impose Marco Pantani, e della diciannovesima tappa del Giro d'Italia 2017 vinta da Mikel Landa. Inoltre il Giro vi transitò nella quindicesima tappa del Giro d'Italia del 2011, dove scollinò per primo Emanuele Sella.
| Anno | Tappa | Partenza           | Km  | Vincitore di tappa | Maglia Rosa    |
| ---- | ----- | ------------------ | --- | ------------------ | -------------- |
| 1998 | 14ª   | Schio              | 165 | Marco Pantani      | Alex Zülle     |
| 2017 | 19ª   | San Candido        | 191 | Mikel Landa        | Nairo Quintana |
| 2020 | 15ª   | Base aerea Rivolto | 185 | Tao Geoghegan Hart | João Almeida   |

È stata sede, nel periodo estivo, di un campus della Federazione Italiana Hockey e Pattinaggio.
Nel 2020 ha ospitato una gara di Coppa del Mondo di Snowboard FIS Snowboard World Cup.
Altopiano frequentato fin dalla preistoria, annovera nel 1726 una delle prime salite alpinistiche italiane documentate al Cimon del Cavallo o Cima Manera (2251 m s.l.m.), la vetta più alta del gruppo, ad opera dei botanici Stefanelli e Zanichelli.

## Infrastrutture e trasporti
La località è collegata tramite autobus ATAP dalla stazione ferroviaria di Pordenone, dove partono diverse linee che collegano molte località del circondario. Inoltre, nel territorio comunale di Aviano, di cui Piancavallo è appunto frazione, si trova la stazione ferroviaria omonima, posta lungo la Ferrovia Sacile-Pinzano.

## Cultura

### Eventi
Piancavallo ospita d'inverno gare di sci alpino, anche di livello internazionale (FIS). Un'importante gara di fondo è la 6 ore di fondo, una maratona di 6 ore che si svolge lungo un anello di circa 3 km.

D'estate si svolgono diverse attività enogastronomiche e culturali, ad esempio passeggiate nel sentiero delle Malghe che unisce Piancavallo alla Castaldia (ripetitori).

## Sport

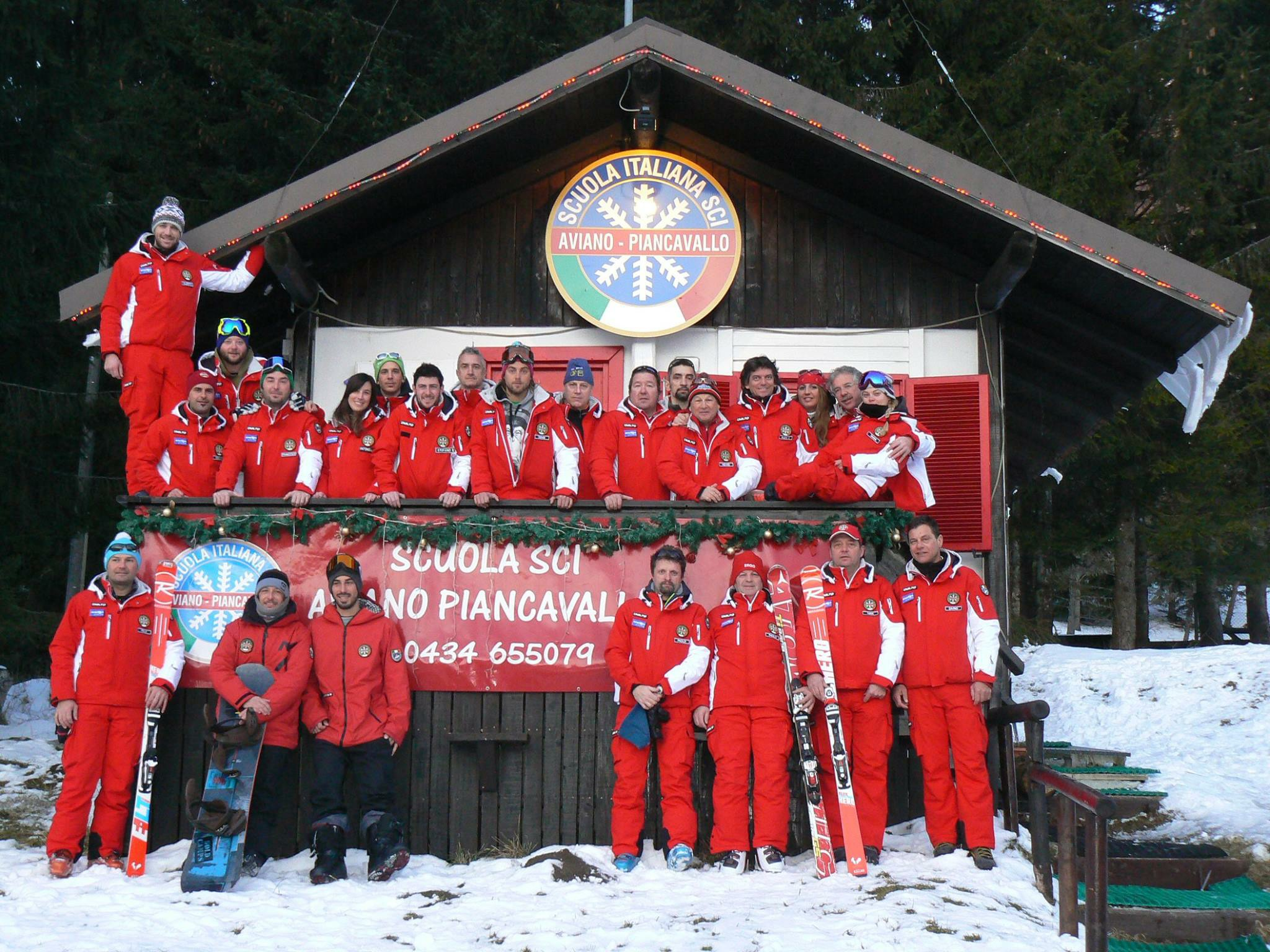
La Scuola Sci Aviano-Piancavallo (la scuola "rossa")

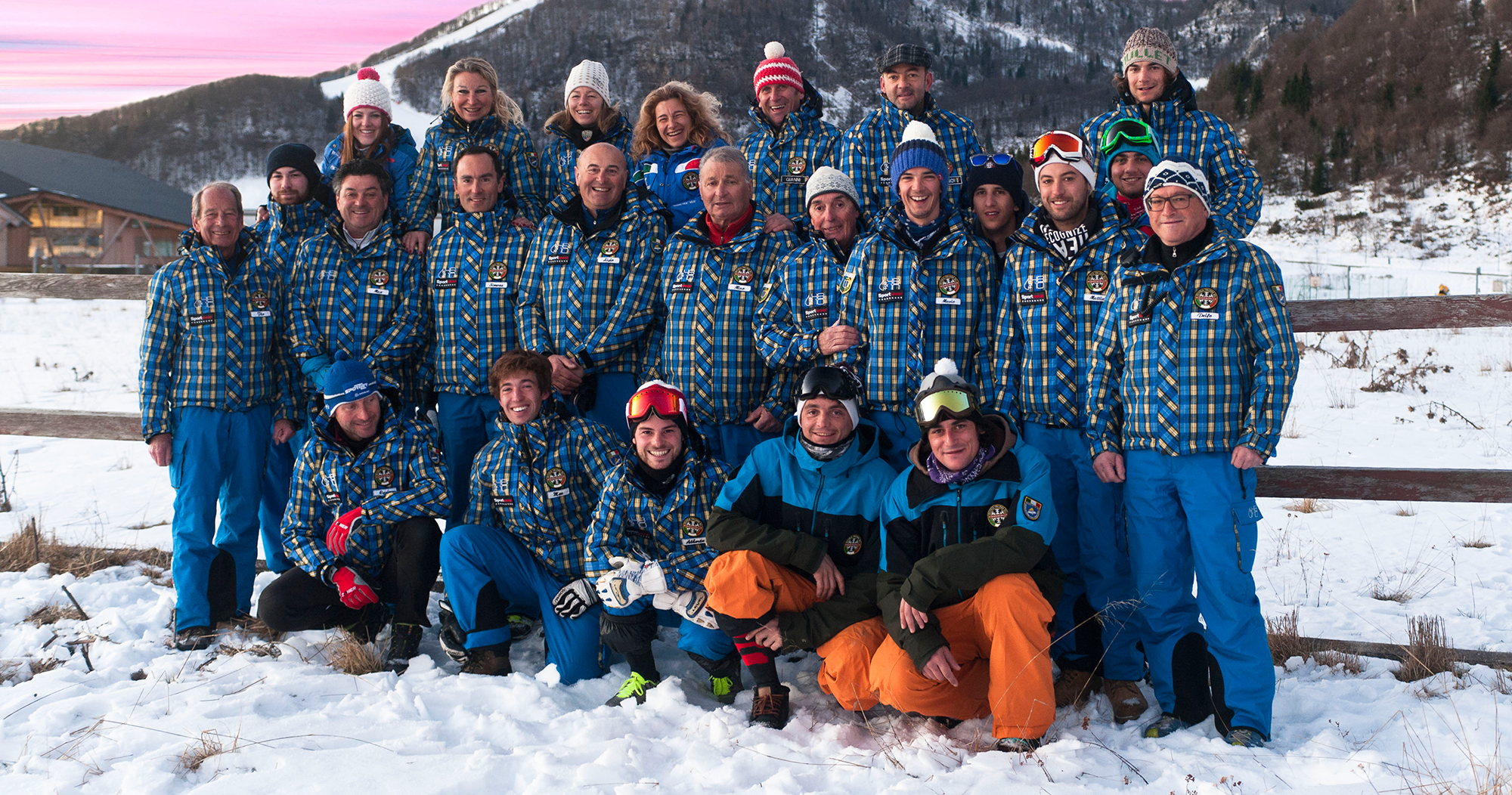
La Scuola Sci Piancavallo (la scuola "blu")

Nel periodo invernale, Piancavallo è frequentato soprattutto per praticare sci alpino, snowboard, sci di fondo, telemark e sci alpinismo. Dal 1983 tra Piancavallo e Tambre (sul versante veneto del gruppo del Monte Cavallo) si disputa la Transcavallo una gara di due giorni di scialpinismo.
La competizione si svolge sulle montagne dell'Alpago, terra dalle profonde tradizioni sportive ed unica per la pratica dello scialpinismo. Nell'edizione del 2016 la Transcavallo ospiterà la ISMF World Cup, la Coppa del Mondo di Sci Alpinismo. La località inoltre è spesso scelta per ritiri estivi di squadre professionistiche di calcio come il Venezia F.C. ed il Pordenone Calcio.
A fine giugno si svolge la manifestazione "10 miglia internazionale Aviano Piancavallo", manifestazione podistica che da Aviano raggiunge la località turistica montana tramite strade e sentieri turistici, organizzata dall'ASD Atletica Aviano a fine agosto la Piancavallo Cansiglio Ecotrail, tra cui la Maratona, lungo la panoramica strada della dorsale.

## Galleria d'immagini

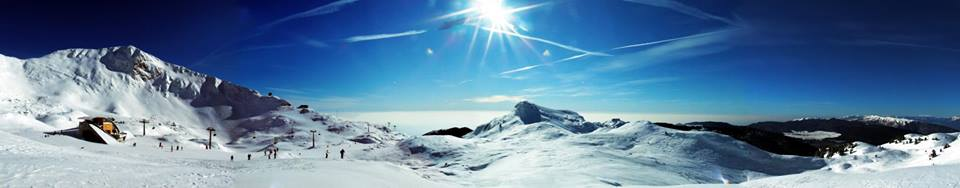
Pista Tremol 2, Piancavallo.
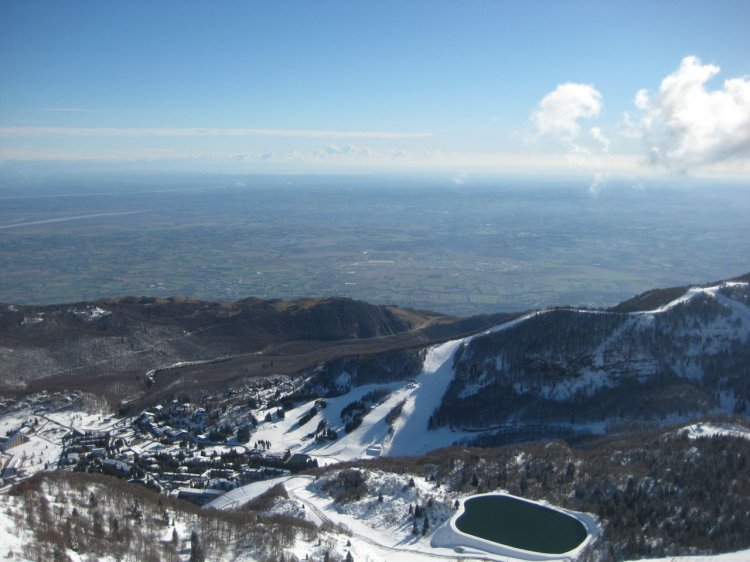
Piancavallo dal Monte Tremol.
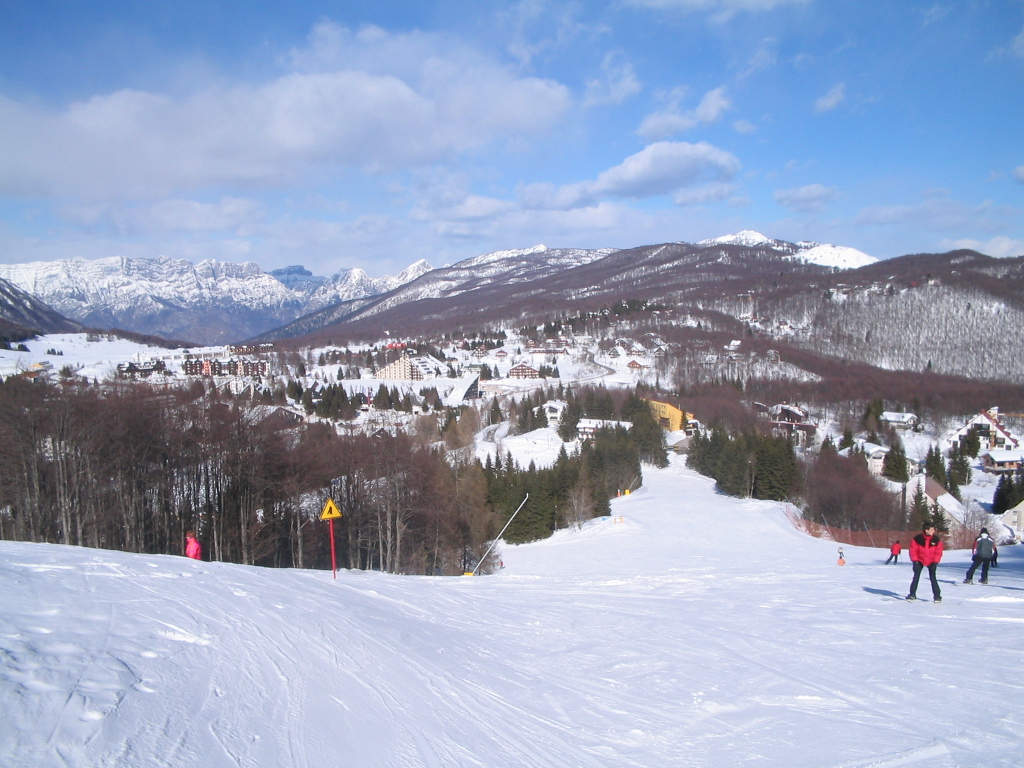
Pista da sci con il villaggio sullo sfondo.